# 私の年下王子さま
『私の年下王子様』(わたしのとししたおうじさま)は、2018年7月7日からインターネットテレビ局AbemaTVで配信されていた日本のリアリティ番組。

## 概要
ピュアな美少年＝年下王子と、年の離れた“オトナ女子”が出逢って恋をする恋愛リアリティーショー。ルールは泊まりの旅行、個別デート、ホームパーティーなどを通して仲を深め合い、年下王子から女性に告白すること。誰からも選ばれなかった大人女子は脱落し、男女ともに追加のメンバーが加わっていく。ここに「キスをする」などの不意打LINEで指令を出す“執事”の存在により、出演メンバーの恋心を揺さぶっていく。
年下王子はおおむね25歳以下、オトナ女子は25歳以上から選ばれている。
シーズン1は9月29日に最終回を迎え、同年11月3日にシーズン2「Winter Lovers」を配信開始。2019年1月26日に終了した。
2021年11月20日より3年ぶりに新シーズンとなる「私の年下王子さま 100人の王子編」を開始。

## 出演
スタジオメンバー
- 青山テルマ(シーズン1、2018年7月7日～9月29日)
  - (シーズン2第1話‐第8話まで出演、2018年11月3日～12月22日)
  - (シーズン3、2021年11月20日～）
- ウエンツ瑛士（シーズン3、2021年11月20日～）[4]

### 過去の出演者
- 木下優樹菜(シーズン1、2出演、2018年7月7日～)
- hitomi(シーズン2第9話から出演、2018年12月29日～)
- 佐藤友祐(Lol)(シーズン2出演、2018年11月3日～)[5]
- 小林豊(BOYS AND MEN)(シーズン1のみ出演、2018年7月7日～9月29日)[6]

執事
- CV：江口拓也(シーズン3、2021年11月20日～)[7]

過去の執事
- CV：中村悠一(2018年7月7日～)
- CV:小野賢章(2018年7月7日～9月29日)

- 年下王子
  - 西野龍太(りゅうた)
  - 早瀬慧(けい)
  - 世古口凌(りょう)
  - 田中理来(りく)
  - 葵尉(あおい)
- 年上女子
  - CHIHA(ちは)
  - 吉田怜菜(れいな)
  - 西上まなみ(まなた)
  - 清家麻里奈(なっぴ)

#### 途中加入メンバー
- 5話から参加の年上女子
  - 光沙子(みさみさ)
- 8話から参加の年下王子
  - 相馬理(さとるん)
  - TOMOKI(ともき)
  - 吉田宗平(そうちゃん)
- 8話から参加の年上女子
  - 植田せりな(せりちゃん)
  - 尾崎明日香(あっすー)
  - 竹内渉(あゆ)[8]

### 私の年下王子さま Winter Lovers(シーズン2)
- 年下王子
  - 相馬理(さとる)
  - 中谷将平(しょうへい)
  - 黒崎澪音(レオン)
  - 岡俊樹(とっしー)
  - 横田創(そう)
  - 米村俊哉(よね)
- 年上女子
  - Tokiko(トッキ―)[注 2]
  - 新部宏美(ぴろみん)
  - U(ユー)
  - 金城ゆき(ゆき)

#### 途中加入メンバー
- 7話から参加の年下王子
  - 小越勇輝(ゆうき)
  - 紀乃村匠見(たくみ)
- 7話から参加の年上女子
  - 植田せりな(せりちゃん)※リベンジメンバーとして参加
  - 橘花凛(りん)
  - 守永真彩(まあや)
- 9話から参加の年下王子
  - 糠信泰州
  - 吉井徹之介
  - Lindow

### 私の年下王子さま 100人の王子編（シーズン3）
- 年下王子
  - 誠也(せいや)
  - 髙山大翔(だいと)
  - 中島樹(いつき)
  - 長崎昴(すばる)
  - ふうき
- 年上女子
  - 南りほ(りほ)
  - 浦まゆ(まゆ)
  - 羽鳥早紀(さき)
  - 牧野莉佳(りか)

#### 途中加入メンバー
- 2話から参加の年下王子
  - はやて
- 6話から参加の年上女子
  - 小島みゆ(みゆ)
- 7話から参加の年下王子
  - 鈴伽彗晃規(こうき)
  - 青山凱(がい)

## 配信日程
- 私の年下王子様(シーズン1)
  - 2018年7月7日～9月29日、全12回
  - 毎週土曜22：00から 23:00。60分。

|     | サブタイトル                                                 |
| --- | ------------------------------------------------------------ |
| #0  | 美少年がオトナ女子と恋をする❤奇跡のリアリティーショー        |
| #1  | 恋の相手は美少年❤オトナ女子の夢が叶うリアリティーショー      |
| #2  | 脈ありサイン、他の子にも送ってたの？年上女のうぬぼれ崩壊     |
| #3  | ボクは年の差をこえて向きあう…抜けがけ告白へ                  |
| #4  | 王子、告白。強制リタイアで悟った「駆け引きで男の心は離れる」 |
| #5  | その無意識があざとい！猛禽類女子が新加入                     |
| #6  | 身近にいたら絶対イヤ！生きてるだけで王子が大漁               |
| #7  | 王子、告白成功。自分を「選ばせた」女が幸せに                 |
| #8  | 新・王子３人登場！                                           |
| #9  | 王子、曖昧な態度を「好意」と勘違い                           |
| #10 | 混浴で王子のハートは盗まれた                                 |
| #11 | キスしたら、ときめいてしまう…                                |
| #12 | 王子、最後の告白。                                           |

- 私の年下王子さま Winter Lovers(シーズン2)
  - 2018年11月3日～2019年1月26日、全13回
  - 毎週土曜22：00から 23:00。60分。

|     | 放送日        | サブタイトル                                                         | 同時放送された映像                                  |
| --- | ------------- | -------------------------------------------------------------------- | --------------------------------------------------- |
| ♯0  | 2018年11月3日 | 龍太あゆ♡りょうあすか＆新章開幕                                      |                                                     |
| ♯1  | 11月3日       | 年の差は約10歳、危険な恋解禁!                                        | りくチハ♡けいなWデートノーカット完全版              |
| #2  | 11月10日      | キスしたい。相性がわかるから。                                       |                                                     |
| #3  | 11月17日      | 年上の心を癒す年下のテク                                             |                                                     |
| #4  | 11月24日      | キスしたい…魔性の唇に試された王子                                    |                                                     |
| #5  | 12月1日       | 私達の密着には指令など要らないの                                     |                                                     |
| #6  | 12月8日       | 運命の大告白「私の年下王子になってください」                         | 新王子のインタビュー                                |
| #7  | 12月15日      | 新メンバー登場 恋の香りはこうやって嗅ぐの                            | さとる＆Uデート(前半)                               |
| ♯8  | 12月22日      | 「素直に喜んで良いのかな…」疑いながら、もう惹かれてる                | さとる＆Uデート(後半)                               |
| ♯9  | 12月30日      | 「想ってる気持ちは俺の方が絶対強い」それでも揺れる私を許して         |                                                     |
| ♯10 | 2019年1月5日  | 新春2時間SP！歴代王子で王子会＆カップルのその後を赤裸々に♡           | 【王子ランキング&デートつき】                       |
| ♯11 | 1月12日       | 「弟じゃなく男として見てほしい」いつもと違うキミに魅せられて…        | 【たくみとTokicoのAnother STORYつき】               |
| #12 | 1月19日       | 「ソレは付き合ってからね♡」爆発しそうなキミの想いに応えたい…         | 【未公開Another STORYつき】                         |
| ♯13 | 1月26日       | 最終回告白ＳＰ「私から…していい？♡」私達もう我慢しなくても良いんだよ | 【歴代王子の最終回副音声&執事からの当選者発表つき】 |

- 私の年下王子さま 100人の王子編(シーズン3)
  - 2021年11月20日～
  - 毎週土曜22：00から。

|     | 放送日         | サブタイトル                                                  |
| --- | -------------- | ------------------------------------------------------------- |
| ♯1  | 2021年11月20日 | 「どうしよう、みんなかわいいよ…」無邪気な年下男子と恋の始まり |
| #2  | 11月27日       | 本気にしていいの？出会った翌日、何度も告白されて              |
| #3  | 12月4日        | 好意？それとも優しさ？脱落をかけた王子からの招待状            |
| #4  | 12月11日       | 「恋する気ある？」不安爆発で燃え上がる三角関係                |
| #5  | 12月18日       | “密着して伝わること”執事からの大胆指令                        |
| #6  | 12月25日       | 「告白します」予想外の展開で変わる、２人の関係                |
| #7  | 2022年1月1日   | 100人から選ばれた新王子がついに登場！                         |
| #8  | 2022年1月8日   | 混浴中、手を握り…溶けそうな濃密接近【第二章開幕】             |
| #9  | 2022年1月15日  | 「あいつと同じこと、したくなくて」揺れざるを得ない女心        |
| #10 | 2022年1月22日  | 夜景で２人きり 手をつないで、目をつぶったら                   |
| #11 | 2022年1月29日  | 最終告白直前！「結婚願望ある？」王子の答えは？                |
| #12 | 2022年2月5日   | 【最終回】前代未聞の結末!?年の差を超えた恋の行方は？          |

## 音楽
シーズン1、2
主題歌：FUKI「ホンモノの恋、はじめませんか？」（JVCケンウッド・ビクターエンタテインメント）作詞作曲：FUKI、EIGO
挿入歌：FUKI「キミじゃなきゃ」（JVCケンウッド・ビクターエンタテインメント）作詞作曲：FUKI、EIGO
シーズン3
主題歌：eill「23」
挿入歌：小林柊矢「君のいない初めての冬」

## スタッフ
演出：秋永真吾
プロデューサー：鮫島由美子、奥村彰浩、斉藤如花、上條昌樹、近田雅美、木村文香
ディレクター：水落みさき、髙木快郎、小野勇樹
AD：井上穂菜美、馬場晶菜、仲村未来
作家：山本太蔵、大石依里香
技術協力：REC、映像通信、東京オフラインセンター
編集：岡村洸介
MA：高橋正敏
音響効果：北澤亨
撮影：月村圭、木塚慶
音声：星照光
アートディレクション：石塚千裕
番宣：浅木康之
宣伝：延山将和、小倉英里、前田智子
制作協力：トップシーン
制作著作：AbemaTV、AbemaProduction